# San Juan de Amula
San Juan de Amula är en ort i Mexiko.   Den ligger i kommunen El Limón och delstaten Jalisco, i den södra delen av landet, 500 km väster om huvudstaden Mexico City. San Juan de Amula ligger 783 meter över havet och antalet invånare är 473.
Terrängen runt San Juan de Amula är varierad. San Juan de Amula ligger nere i en dal. Runt San Juan de Amula är det glesbefolkat, med 19 invånare per kvadratkilometer. Närmaste större samhälle är El Grullo, 14,4 km väster om San Juan de Amula. I omgivningarna runt San Juan de Amula växer huvudsakligen savannskog.